# Anne Middelboe Christensen
 Der er for få eller ingen kildehenvisninger i denne artikel, hvilket er et problem. Du kan hjælpe ved at angive troværdige kilder til de påstande, som fremføres i artiklen.

Anne Middelboe Christensen (født 29. januar 1964) er en dansk forfatter og teaterkritiker. Hun er cand.mag. i dansk og teatervidenskab ved Københavns Universitet fra 1992 - med studieophold ved York University i Toronto i 1989. Hendes speciale handlede om dansk balletkritik 1771-1862.
Hun er freelance teaterkritiker, ballethistoriker, forfatter, foredragsholder, underviser og dramaturg.
Hun var balletkritiker ved Kalundborg Folkeblad 1985-90 og ved Weekendavisen 1990-95, inden hun i 1995 blev hun freelance teater- og balletanmelder ved Dagbladet Information. 
Fra 2004 har hun sideløbende også anmeldt teater for børn og unge for portalen Teateravisen.dk. Siden 2008 har hun siddet i juryen bag Årets Reumert, Danmarks nationale scenekunstpris.
Hun har undervist i Kulturjournalistik ved Københavns Universitet siden 1995. Hun er nu del af censorkorpset for teater - og performancestudier ved Københavns Universitet og Aarhus Universitet.
Forfatter til en række bøger om ballet: ’Hvor danser Den Kongelige Ballet hen? Interview med danserne om Bournonville-tradition’ (2002), ’Ben i næsen. Dansescenen 1993-2003’, ’Sylfiden findes. En svævebog’ (2008) og ’Dansen i spejlet. John R. Johnsens dansefotos’ (2012).
I 2012 (og i 2016 som ebog) udkom hendes bog "Begejstring og brutalitet - en guide til anmelderens rolle", som er en håndbog i kulturkritik.
I 2013 åbnede hun Middelboes Ordbutik som et ’poetisk crowdfundingprojekt’. Butikken lå i en baggård i Kattesundet ved Strøget i København. Her kunne man købe et ord efter eget valg for kr. 500. Hun lovede så til gengæld at anvende ordet i sit poetiske projekt. Efter tre års ordsalg digtede hun de solgte ord sammen i digtsamlingen ’Så kom der lige en sabeltiger. Ordbutikdigte’, der udkom i 2018 (ebog i 2020) på Forlaget Spring. Herefter lukkede ordbutikken.
På tv-kanalen DK4 havde hun sit eget program ’Kunstnermødet’ i årene 2015-18.
I 2017-20 var hun dramaturg ved det nybyggede Vendsyssel Teater i Hjørring, hvor hendes mand, Lars Sennels, var teaterdirektør. Her stod hun bl.a. bag den nyskrevne musikteaterforestilling ’Det tabte land’ (2018) om maleren Poul Anker Bech (af dramatikeren Jesper B. Karlsen og komponisten Nicklas Schmidt i iscenesættelse af Ina-Miriam Rosenbaum til scenografi af Signe Krogh). Men også Henrik Ibsens klassiker ’Et dukkehjem’ (2019) iscenesat af Kaspar Rostrup, den nyskrevne forestilling ’Tæt tåge’ (2019) af Eva Boland Koch, ’Stormene’ (2020) baseret på romanen om Stygge Krumpen og Elisabeth af Maria Helleberg (i dramatisering af Maj Rørbæk Damgaard og instruktion af Anders Lundorph i scenografi af Steffen Aarfing) - og ’Romeo og Julie’ i en musikalsk fortolkning med ny musik af Benjamin Koppel (i instruktion af Rune David Grue i scenografi af Mie Riis).
Var dramaturg for den engelske koreograf Tim Rushton i ’Napoli - den nye by’ for Dansk Danseteater i 2003 og for den israelske koreograf Itzik Galili i ’Me’ for Galili Dance i Holland i 2004. Hun var desuden dramaturg på dokumentarfilmen ’En krop i konflikt’ (2023) af Birgit Tengberg om operaen ’Manualen’ af Louise Alenius.